# Каскад доступной информации
Каскад доступной информации — это одно из распространённых когнитивных искажений, самонарастающий процесс, при котором коллективная вера во что-либо становится тем сильнее, чем чаще происходит повторение этого факта/утверждения в обществе.

## Определение
Суть процесса каскада доступной информации состоит в своеобразной цепной реакции, которая возникает при передаче информации от одного человека к другому. При предварительной подготовке информации различными специалистами (психологами, маркетологами, специалистами по SMM, копирайтерами), она становится «легкоусваиваемой» широкими массами населения, так как обладает определенными критериями доступности: убедительна, аргументированна, подкреплена мнениями авторитетных источников. При такой подаче факта не каждый человек отнесется к такой информации скептически и проведет хотя бы предварительную проверку на истинность.
Особенно такой вид когнитивного искажения стал распространен в эпоху расцвета телевидения и социальных сетей. Дело в том, что в этих информационных ресурсах превалирует групповое мышление и происходит процесс деидентификации личности.
Другим источником эффекта каскада доступной информации является сама социальная природа человека. Испокон веков, человек жил в социуме, поэтому в основном ресурсом информации являлась община, партнер, иными словами, другой человек (помимо информации, получаемой из окружающего мира и природы).

## Принадлежность к группе когнитивных искажений
Эффект каскада доступной информации относится к первой группе когнитивных искажений, связанных с проблемой переизбытка информации. Причиной появления такого рода искажений является чрезмерно большой объем информации при ограниченных ресурсах мозга, поэтому последнему приходится отсекать какие-то информационные потоки. Но для этого нужно понимать, какую информацию принимать, запоминать, понимать и хранить нужно, а что можно пропустить. Так, общественное мнение и групповое поведение становятся своеобразными сигналами о том, какой информации стоит доверять.

## Появление феномена
Кэсс Санстейн и Тимур Куран, исследовавшие проблему искаженных реакций на риски в политике, стали создателями термина каскад доступной информации. Они отмечают, что в социальном контексте «..все эвристические методы равны, но доступность равнее других». Здесь имеется в виду расширенное понятие эвристического метода, когда доступность служит эвристическим методом не только для частотности, но и для других суждений.

## Примеры
В исследовании Санстейна и Курана рассмотрено два случая, в которых эффект каскада доступной информации проявляется довольно ярко.
Первое из них произошло в 1979 году в городе Лав-Канал штата Нью-Йорк: ливневые дожди размыли склады токсичных отходов, из-за чего по городу распространился сильный неприятный запах, а также было отмечено загрязнение питьевой воды. Активисты сразу же подняли шум вокруг сложившейся ситуации, по телевидению создавались соответствующие передачи, люди собирались на демонстрации и митинги. В то же время, ученых, пытавшихся заявить о том, что опасность преувеличена, игнорировали. В результате, власти потратили огромные средства на создание специальных фондов по борьбе с загрязнением, многие жители переселились за счет государства в более благоприятные районы.
Даже сегодня не существует единого мнения о том, что произошло в Лав-Канале и правильно ли были потрачены средства из государственного бюджета. Куран и Санстейн интерпретируют это событие как одно из проявления каскада доступной информации и называют «псевдособытием».
Вторым рассмотренным случаем является так называемая «даминозидовая паника», которая произошла в 1989 году. Даминозид, он же «Алар» — химикат, который использовался для контроля роста яблок и улучшения внешнего вида. В СМИ сообщалось, что препарат в больших дозах вызывает рак у крыс и мышей. Очевидно, что общественность встревожилась. Страх провоцировал новые и новые статьи в прессе, которые, в результате, привели к абсурдным ситуациям: люди звонили и спрашивали, безопасно ли вылить яблочный сок в канализацию или будет лучше отнести его в специальную лабораторию, Мерил Стрип давала показания Конгрессу США, производители яблок нести огромные убытки, потому что яблок стали бояться.
Позже исследователи подтвердили, что такой препарат, как даминозид, не представляет большой опасности для человека, только как возможный канцероген.

## Опасность каскада информации сегодня
Эффект каскада доступной информации — естественная реакция мозга на большой объём поступающей информации. Как показывают примеры, описанные выше, это может играть злую шутку с человеком. Наиболее опасен этот феномен в руках террористов. За многие годы статистических наблюдений доказано, что даже в странах, где террористические акты более интенсивны, в автокатастрофах погибает большее количество человек, нежели при атаке террористов. Однако последним удаётся держать в страхе целые города и государства, потому что эта тема постоянно обсуждается в обществе и в СМИ, накаляя обстановку.